# Dis
För andra betydelser, se Dis (olika betydelser).

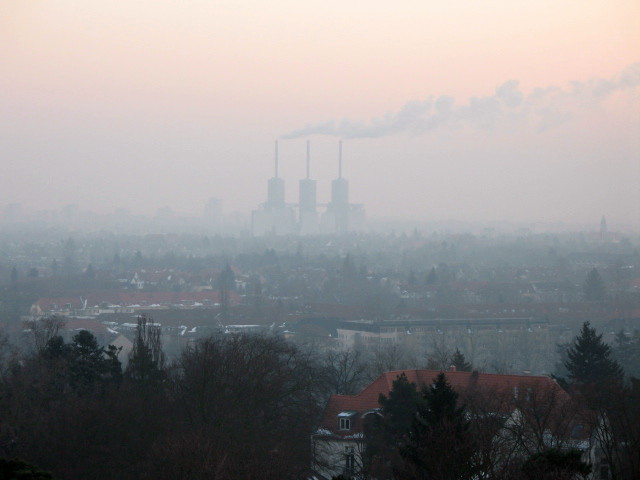
Ett kraftverk i dis.

Dis är lätt dimma, det vill säga luft med högt innehåll av små vattendroppar, men kan även betyda att luften innehåller till exempel rök och andra partiklar, i så fall brukar man ibland mer specifikt tala om torrdis.
Enligt SMHI:s klassning används benämningen dis om lätt dimma då sikten är över en kilometer men mindre än tio kilometer. Är sikten kortare kallas det dimma. Om siktnedsättningen beror på nederbörd kallas det inte dis, även om sikten ligger i området 1–10 km. Dis är alltså det meteorologiska fenomenet, inte enbart en klassning av siktsträckan.